# Рождественская, Екатерина Робертовна
Екатери́на Ро́бертовна Рожде́ственская (род. 17 июля 1957, Москва, РСФСР, СССР) — российский фотограф, бывший главный редактор журнала «7 Дней». Профессиональный переводчик художественной литературы с английского и французского языков, журналист, художник-модельер (с 2010 года).
Как фотохудожник известна благодаря серии работ под названием «Частная коллекция» в журнале «Караван историй», её работы печатаются и в других журналах издательского дома «Семь дней».

## Биография
Екатерина Робертовна Рождественская родилась 17 июля 1957 года в Москве в семье известного советского поэта Роберта Ивановича Рождественского и литературного критика Аллы Борисовны Киреевой. Младшая сестра — Ксения Рождественская, журналистка.
Юная Катя ходила в литфондовский детский сад. 
С семи лет изучала английский язык. 
С девятого класса мечтала стать врачом, но к окончанию школы приняла решение поступать в МГИМО.
В 1979 году окончила Московский государственный институт международных отношений (МГИМО) по специальности «международные отношения». В институте выучила французский язык.
После института работала на Гостелерадио СССР, где занималась переводами иностранных передач на русский язык. 
Потом трудилась переводчиком художественной литературы с английского и французского языков: перевела на русский язык более десятка романов Джона Стейнбека, Джона ле Карре, Сиднея Шелдона, Сомерсета Моэма и других авторов.
В 1985 году вместе с мужем Дмитрием Бирюковым отправилась на три года в Индию, куда его направили на работу в корпункт Гостелерадио СССР делать репортажи для программ «Время» и «Международная панорама». Там через год у них родился первый сын — Алексей. 
Позже, вернувшись с семьёй на родину, занималась домашним хозяйством, воспитывала троих сыновей.
В 1998 году Екатерина увлеклась фотографией. Присутствуя на одной из церемоний вручения российской национальной телевизионной премии «ТЭФИ» она обратила внимание на лица известных людей и их роскошные наряды, напомнившие ей персонажи картин известных художников прошлых веков. Это натолкнуло её на создание оригинального творческого фотопроекта.
Первые работы фотохудожницы Екатерины Рождественской были опубликованы в марте 2000 года в российском журнале «Караван историй». Это был фотопроект под названием «Частная коллекция» — серия фотопортретов наших современников в образах прошлого, героями которых стали известные российские политики, телеведущие, актёры театра и кино, звёзды шоу-бизнеса, журналисты, спортсмены, деятели культуры и науки. При помощи грима, костюмов и декораций они перевоплощались в персонажей живописных полотен великих художников прошлого. Всего в проектах Екатерины Рождественской приняли участие более трёх тысяч человек.
В 2001 году Екатерина приняла участие в работе над серией «Самые красивые люди мира», организованной газетой «Семь дней». Снимала фото для обложек журнала «Караван историй» и для газеты «Семь дней». Всего Екатерина Рождественская создала более 2500 фоторабот и 30 фотопроектов, которые ежемесячно публикуются в журналах «Караван историй» и «Коллекция Караван историй»: «Частная коллекция», «Ассоциации», «Родня», «Мужчина и женщина», «Вожди», «Реинкарнация», «Писатели», «Полководцы», «Фотопробы», «Мечты детства», «Братья и сёстры», «Карты», «Натюрморты», «Классика», «Винтаж», «Барби и Кен», «Классика», «Рождественские открытки», «Рожи», «Сказки», «Моя прекрасная леди», «Кинодивы», «12 месяцев», «Чёрно-белое», «История белья» и другие.
В 2006 году она стала лауреатом национальной премии общественного признания достижений женщин России «Олимпия» Российской академии бизнеса и предпринимательства в номинации «Арт-стиль» «за создание собственного авторского стиля в искусстве и моде» (фотопроект «Частная коллекция»).
В апреле 2009 года Екатерина Рождественская избрана почётным членом Российской академии художеств.
У Екатерины Рождественской состоялось более 75 художественных выставок на выставочных площадках России и ближнего зарубежья. Юбилейная 75-я выставка фотохудожника проходила в октябре-ноябре 2010 года в Мурманске.
С 2011 года занимается дизайном одежды. Создала бренд, который назвала в честь отца — «ROB-ART by Katya Rozhdestvenskaya». Выпустила собственную линию одежды, начала выпускать текстиль для дома — скатерти и подушки с авторскими принтами.
С июня 2012 года являлась главным редактором журнала «Семь дней ТВ-программа».
28 июля 2012 года Указом президента Российской Федерации В. В. Путина Екатерина Рождественская награждена орденом Дружбы «за большие заслуги в развитии отечественной культуры и искусства, многолетнюю плодотворную деятельность».
Автор нескольких книг. Проводит вечера памяти об отце.

## Семья
- Дед по отцу — Станислав (Ксаверий) Никодимович Петкевич (1906—1941 или 1945 по различным данным), военный.
- Дед (отчим отца) — Иван Иванович Рождественский (1899—1976), военнослужащий.
- Бабушка по отцу — Вера Павловна Фёдорова (1913—2001), военный врач.
- Дед по матери — Борис Матвеевич Киреев (1901—1951), литературный критик, директор Клуба писателей ЦДЛ.
- Бабушка по матери — Лея (Лидия) Яковлевна Лихтентул (1903—1992), артистка балетной труппы Московского театра оперетты, затем актриса Театра имени Маяковского[14].
- Отец — Роберт Иванович Рождественский (при рождении отца звали — Роберт Станиславович Петкевич) (1932—1994) — советский поэт, переводчик, лауреат премии Ленинского комсомола и Государственной премии СССР.
- Мать — Алла Борисовна Киреева (1933—2015), литературный критик, художник.
- Сестра — Ксения Робертовна Рождественская (род. 1970), журналист.
- Муж — Дмитрий Вадимович Бирюков (род. 1957), журналист, медиамагнат, издатель, совладелец холдинга «Семь дней»[15][16]. Екатерина и Дмитрий познакомились в 1974 году в Юрмале в Доме творчества писателей, будучи студентами первого курса МГИМО, а поженились в 1976 году, когда обоим было по восемнадцать лет. Свидетелем со стороны невесты был друг семьи — Иосиф Кобзон[5][7].
  - Сын — Алексей (род. 26 января 1986), музыкант, лидер рок-группы «F.P.S.», также увлекается киберспортом[5][8][17][18], окончил экономический факультет.
  - Сын — Дмитрий (род. 1989), профессионально занимается картингом, неоднократно становился победителем разных соревнований[5][8].
  - Сын — Данила (род. 2001)[5][8][19].

## Признание

### Государственные награды
- 2012 — кавалер ордена Дружбы — «за большие заслуги в развитии отечественной культуры и искусства, многолетнюю плодотворную деятельность»[13].

### Общественные награды
- 2005 — лауреат конкурса «Серебряный венок» в номинации «Автор лучшего фотопроекта» за проект «Частная коллекция»[5][20].
- 2006 — лауреат VII национальной премии общественного признания достижений женщин России «Олимпия» Российской академии бизнеса и предпринимательства в номинации «Арт-стиль» — «за создание собственного авторского стиля в искусстве и моде» (фотопроект «Частная коллекция»)[5][10].
- 2024 — лауреат премии «Фигаро»[21].